# Kardolińska Polana
Kardolińska Polana (słow. Kardolínska poľana) – polana w Dolinie za Tokarnią (słow. Babia dolina) na północnej stronie słowackich Tatr Bielskich.
Polana znajduje się w dolnej części tej doliny, w której dolina od Kotlin wznosi się w kierunku zachodnim. Położona jest na dnie doliny, w orograficznie prawych jej zboczach i po południowej stronie spływającego dnem Doliny Potoku za Tokarnią, na wysokości około 850–880 m n.p.m. Znajduje się u wylotu Kardolińskiego Żlebu, w odległości około 50 m od drogi biegnącej dnem doliny. Jest jedną z czterech polan w Dolinie za Tokarnią. Dwie z nich znajdują się w odległości kilkuset metrów, czwarta w dolnej części Babiej Doliny (górna część Doliny za Tokarnią, za jej zakrętem).
Polana znajduje się na obszarze ochrony ścisłej TANAP-u i nie prowadzi przez nią żaden szlak turystyczny. Z tego względu jest praktycznie nieznana i na mapach nie posiada nazwy. Jej nazwa jest autorstwa W. Cywińskiego. Obok Kardolińskiej Polany prowadzi na Kardolińską Przełęcz stroma droga leśna, wyżej zamieniająca się w ścieżkę.